# Élection présidentielle dominicaine de 2024
L'élection présidentielle dominicaine de 2024 a lieu le 19 mai 2024 afin d'élire le président et le vice-président de la République dominicaine. Des élections législatives et sénatoriales ont lieu en même temps que le premier tour.
Largement favori, le président sortant Luis Abinader est réélu dès le premier tour avec une importante avance sur ses adversaires.

## Contexte

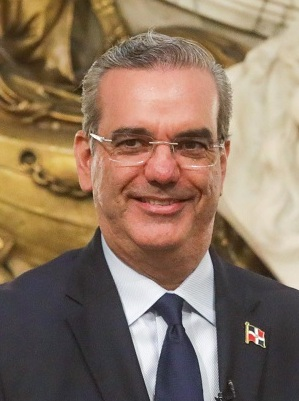
Luis Abinader

Le scrutin intervient dans le contexte de victoires répétées du Parti révolutionnaire moderne (PRM). Le parti remporte ainsi la présidence lors de la précédente  élection présidentielle en 2020, qui voit Luis Abinader l'emporter dès le premier tour avec 52 % des suffrages, succédant ainsi au président sortant Danilo Medina, membre du Parti de la libération dominicaine (PLD), qui ne pouvait se représenter en raison de la limite constitutionnelle à deux mandats. Les élections parlementaires organisées simultanément voient le PRM décrocher la majorité absolue des suffrages, lui assurant une solide majorité dans les deux chambres du Congrès national.
Considérées comme un test électoral majeur pour les partis en lice, les élections municipales de février 2024 conduisent à leur tour à la victoire écrasante du PRM, qui arrive en tête dans 30 provinces sur 32 et décroche 122 municipalités, soit environ 70 % d'entre elles.
Candidat à sa réélection, Luis Abinader bénéficie d'une importante popularité portée par sa politique d'intransigeance vis-à-vis de l'immigration en provenance d’Haïti, qui amène le gouvernement à construire une barrière de séparation à la frontière en février 2022, et à renvoyer en Haïti plusieurs dizaines de milliers d'immigrés dans le contexte de la guerre des gangs qui touche le pays. Abinader  reçoit également un important soutien en raison des bons résultats de sa gestion de l'économie — qui connait l'une des plus fortes croissances de la région — ainsi que des actions de lutte contre la corruption menées par le gouvernement, bien que ces dernières soient accusées de viser principalement des membres de l'opposition,.
Le président sortant affronte notamment Abel Martínez, candidat du PLD, et surtout l'ancien président Leonel Fernández, ancien membre du PLD qui présente sa candidature sous la bannière de son parti, Force du peuple (FP). Son échec lors de la primaire interne de la précédente présidentielle — émaillée d'accusations de fraudes — l'avait en effet conduit à rejoindre le Parti des travailleurs dominicains, qui le porte à sa tête avant de changer de nom,.

## Mode de scrutin
Le président de la République dominicaine et son vice-président sont élus au scrutin majoritaire à deux tours pour un mandat de 4 ans, renouvelable une seule fois, au sein d'une candidature commune. Si aucun candidat n'obtient la majorité absolue des suffrages exprimés au premier tour, un second est organisé entre les deux candidats arrivés en tête, et celui recueillant le plus de suffrages est déclaré élu.
Les candidats à la présidence et leurs colistiers doivent être âgés d'au moins 30 ans, posséder la citoyenneté dominicaine depuis la naissance, être en pleine possession de leurs droits civiques, et ne pas avoir exercé d'activité militaire ou policière dans les 3 ans précédant l'élection.

## Résultats
|                          | Luis Abinader Raquel Peña             | PRM                      | 2 507 297 | 57,44 |  |  |
|                          | Leonel Fernández Ingrid Mendóza       | FP                       | 1 259 427 | 28,85 |  |  |
|                          | Gonzalo Castillo Zoraíma Cuello       | PLD                      | 453 468   | 10,39 |  |  |
|                          | Roque Espaillat José Ernesto Fadul    | PED                      | 59 396    | 1,36  |  |  |
|                          | Carlos Peña Nikauly de la Mota        | GenS                     | 31 566    | 0,72  |  |  |
|                          | Virginia Antares Rodríguez Ico Abreu  | OD                       | 25 204    | 0,58  |  |  |
|                          | Miguel Vargas Joel Díaz Ureña         | PRD                      | 19 790    | 0,45  |  |  |
|                          | María Teresa Cabrera Jesús Díaz Morán | FA                       | 6 255     | 0,14  |  |  |
|                          | Fulgencio Severino Francisca Peguero  | PPT                      | 2 744     | 0,06  |  |  |
|                          |                                       |                          |           |       |  |  |
| Votes valides            | Votes valides                         | Votes valides            | 4 365 147 | 98,56 |  |  |
| Votes blancs et nuls     | Votes blancs et nuls                  | Votes blancs et nuls     | 63 932    | 1,44  |  |  |
| Total                    | Total                                 | Total                    | 4 429 079 | 100   |  |  |
| Abstention               | Abstention                            | Abstention               | 3 716 469 | 45,63 |  |  |
| Inscrits / participation | Inscrits / participation              | Inscrits / participation | 8 145 548 | 54,37 |  |  |

## Analyse
Luis Abinader l'emporte avec une large avance dès le premier tour. Arrivé deuxième, son principal adversaire, Leonel Fernandez, reconnaît sa défaite au soir du scrutin. La victoire d'Abinader est accompagnée de celle de sa formation, le Parti révolutionnaire moderne (PRM), qui remporte la majorité absolue des sièges aux élections parlementaires et lui assure ainsi une confortable majorité pour poursuivre sa politique.